# Mitzic
Mitzic er en by i Woleu-Ntem provinsen i Gabon. Ved byen ligger en lufthavn og under Slaget om Gabon i 2. verdenskrig, gik Frie franske styrker ind i Gabon og overtog byen den 27. oktober 1940. I 2007 var Mitzic målby i 4. etape af La Tropicale Amissa Bongo Ondimbo.